# WWE Clash at the Castle
Clash at the Castle 2022 war eine Wrestling-Veranstaltung der WWE, die als Pay-per-View auf dem WWE Network und dem Streaming-Portal Peacock ausgestrahlt wurde. Sie fand am 3. September 2022 im Principality Stadium in Cardiff, Wales, Vereinigtes Königreich statt. Es war die erste Austragung des Clash at the Castle. Dies war das erste Event nach 30 Jahren, welches wieder im Vereinigtem Königreich ausgetragen wurde.

## Hintergrund
Im Vorfeld der Veranstaltung wurden sechs Matches angesetzt. Diese resultierten aus den Storylines, die in den Wochen vor dem Pay-Per-View bei Raw und SmackDown, den wöchentlichen Shows der WWE gezeigt wurden.

## Ergebnisse
| Matchart                                                   |                                                                   |      |                                                     | Zeit  |
| ---------------------------------------------------------- | ----------------------------------------------------------------- | ---- | --------------------------------------------------- | ----- |
| Six-Man-Tag-Team-Match Pre-Show-Match                      | Madcap Moss und The Street Profits Angelo Dawkins und Montez Ford | bes. | Austin Theory und Alpha Academy Chad Gable und Otis | 6:31  |
| Six-Woman-Tag-Team-Match                                   | Bayley, Iyo Sky und Dakota Kai                                    | bes. | Bianca Belair, Alexa Bliss und Asuka                | 18:43 |
| Singles-Match um die WWE Intercontinental Championship     | Gunther (C)                                                       | bes. | Sheamus                                             | 19:33 |
| Singles-Match um die SmackDown Women’s Championship        | Liv Morgan (C)                                                    | bes. | Shayna Baszler                                      | 11:01 |
| Tag-Team-Match                                             | Rey Mysterio und Edge                                             | bes. | The Judgement Day Finn Bálor und Damian Priest      | 12:35 |
| Singles-Match                                              | Seth Rollins                                                      | bes. | Riddle                                              | 17:21 |
| Singles-Match um die Unidsputed WWE Universal Championship | Roman Reigns (C)                                                  | bes. | Drew McIntyre                                       | 30:47 |

| Funktion      | Name            |
| ------------- | --------------- |
| Kommentatoren | Byron Saxton    |
| Kommentatoren | Corey Graves    |
| Kommentatoren | Michael Cole    |
| Pre-Show      | Jackie Redmond  |
| Pre-Show      | Peter Rosenberg |
| Pre-Show      | Matt Camp       |
| Ringansager   | Mike Rome       |
| Ringansager   | Samantha Irvin  |

## Besonderheiten
- Solo Sikoa debütierte im Main Roster um Roman Reigns zum Sieg zu verhelfen.